# Альва, Луиджи
Луиджи Альва (исп. Luis Ernesto Alva y Talledo; 10 апреля 1927, Пайта, Перу — 15 мая 2025) — оперный певец (тенор).

## Биография
Дебютировал в 1949 году в Лиме. В 1956 году впервые выступил в «Ла Скала» в партии графа Альмавивы в «Севильском цирюльнике» Россини), в 1960—1964 годах пел в театре «Ковент Гарден»; в 1964 году дебютировал в театре «Метрополитен Опера» в партии Фентона в опере («Фальстаф» Верди). Неоднократно выступал на Зальцбургском фестивале.
Сотрудничал с такими дирижёрами, как Отто Клемперер, Герберт фон Караян, Витторио Гуи, Карло Мария Джулини, Клаудио Аббадо. В разные годы записал партию графа Альмавивы в «Севильском цирюльнике» не менее одиннадцати раз. Обладал даром комического актёра.
В 2008 году присутствовал в жюри Международного конкурса теноров памяти Лучано Паваротти, организованного Культурным центром Елены Образцовой.
Умер 15 мая 2025 года в возрасте 98 лет.